# Pallavolo Brescia
La Pallavolo Brescia è stata una società pallavolistica maschile di Brescia, attiva dal 1974 al 1997.

## Storia

La neopromossa Aquater Brescia nel campionato di Serie A1 1991-92

Nel 1984 la Pallavolo Brescia, società fondata nel 1974, approdò in Serie B e, nel 1986, vincendo il proprio girone, riuscì nella conquista della Serie A2. Fu al termine della stagione 1990-91 che, giungendo prima in classifica alla pari con l'Olio Venturi Spoleto, la Siap Brescia ottenne la promozione in A1 e il diritto a disputare i play-off scudetto, persi al primo turno contro la Sisley Treviso.
Nel 1991-92 la Pallavolo Brescia, sponsorizzata dall'Aquater, ottenne il nono posto in classifica e l'accesso ai play-off, nei quali fu sconfitta nuovamente al primo turno contro la Sidis Tombolini Falconara. L'anno successivo (1992-93) concluse il campionato all'ultimo posto, ritornando in A2.
Nel 1995 il patrocinio della Colmark rilanciò il club bresciano che, ingaggiati lo schiacciatore olandese Olof van der Meulen e il libero Daniele Vergnaghi, ottenne la promozione in A1 nell'annata 1995-96. Da neopromossa, disputò nel 1996-97 un brillante campionato di A1, in panchina Ljubomir Travica  e il bresciano Paolo Lancello, concluso al quinto posto; nei play-off, la Colmark si fermò ai quarti di finale, contro la Lube Banca Marche Macerata.
Nell'estate 1997 la società rinunciò inaspettatamente all'iscrizione in A1, cedendo i diritti alla Com Cavi Multimedia Napoli.